# 柏威夏寺

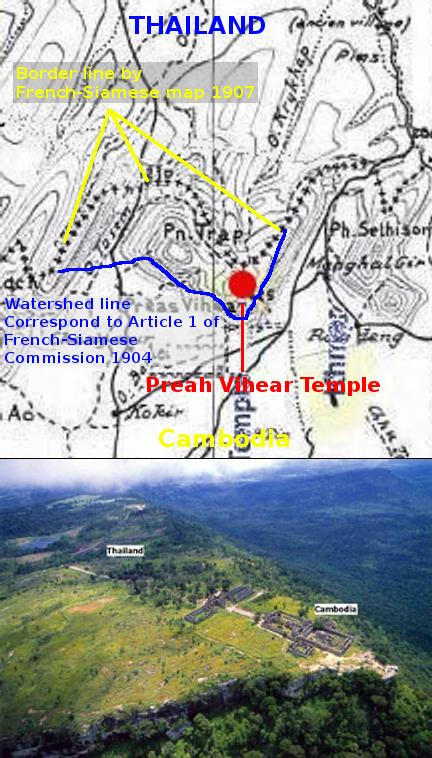
柏威夏寺位置及泰国与柬埔寨之间所争议边界线示意图。1962年海牙国际法院裁定柏威夏寺主权归属柬埔寨。

寺平面图

柏威夏寺，中文又称作隆端寺或隆端古寺，是一座位于柬埔寨和泰国边境的古代高棉印度教寺庙，两国对此庙的归属有争议，目前该寺处于柬埔寨柏威夏省君克汕县的实际管辖之下。2008年，该寺被认定为世界文化遗产，引起了泰国和柬埔寨之间新一轮的主权争夺。2025年7月，泰國與柬埔寨因此爆發戰爭。

## 历史
9世纪初，第一座寺庙开始建造。当时与之后的一个世纪决定将印度教三大主神之一的湿婆作为当地两座山的神。
2008年7月8日，尽管泰国政府作出过多次抗议，世界遗产委员会最终决定将柏威夏寺和其他26个地方，列入世界遗产名录中。
柬埔寨和泰国对柏威夏寺所属权的争议周期性的爆发。在2008年10月，两国发生大规模的军事冲突。2011年2月5日，柬埔寨和泰国两国军队在柏威夏地区再次发生武装冲突，一度出动了大炮等重武器。

## 争议焦点
柏威夏寺建于公元9世纪至12世纪，是高棉帝国时期最具代表性的大型石宫建筑物之一，艺术成就堪比吴哥的诸多名刹殿宇。柏威夏寺建于海拔六百四十米的马夸山（扁担山）“鹰喙”式摩艾丹崖顶，“喙尖”朝向柬埔寨，“喙根”朝向泰国。在柬埔寨一侧是陡峭的山崖，难以攀爬，香客和游人只能由泰国一侧山脚到达山顶的神庙。
1904年2月，泰国当时的暹罗当局与统治柬埔寨的法国殖民者商定边界协议，双方同意沿马夸山山脊划定边界。按照这个条约，柏威夏神庙应在泰国境内，但负责勘界的法国军官在地图上作弊，涂改分水线，让柏威夏神庙被划在法属高棉一方。泰方为了主权独立而急于签约，也因为地图知识匮乏，没有发现地图被动了手脚。泰方对地图签字认可，尽管他们在1935年就已经发现地图有问题，却慑于法国的强大只表示了不满，1937的修约谈判，泰方也未敢表示异议，仍继续沿用旧地图。
当法军1953年底撤出柏威夏寺地区后，泰柬两国都宣称对该寺附近地区拥有主权，双方第一次兵戎相见。1962年，海牙国际法庭裁定柬埔寨只拥有柏威夏寺，而不是整座山。边界线被划在该入口通往神庙的第一百八十六级台阶上，将神庙最方便的入口通道划给泰国。这样一来，尽管神庙属于柬埔寨所有，但泰国却掌握了进出神庙的主通道。
此后泰、柬两国又达成协议，泰国让出神庙附近十五米道路允许柬埔寨使用，十五米以外属于泰国主权领土。自此，边境安宁，两国民众可以一道礼佛祈祷。在泰国境内，神庙山脚下的小村落，成为两国民众杂居的土地，加上周围的丛林，总计四点六平方公里。这片土地就是如今双方争议的焦点。

## 申遗冲突
柬埔寨于2007年宣布柏威夏“申遗”，遭到泰国的反对，两国关系因此恶化。按照联合国申请世界遗产公約，只有周边邻国没有争议的古文物才能“申遗”。2008年6月，柬埔寨将“申遗”范围缩小到神庙本身，得到泰国沙麥·順達衛政府签字认可。7月，联合国教科文组织把柏威夏寺列为世界文化遗产，更令主权争议升级，泰国内部矛盾激化。柬埔寨成功“申遗”，引发泰国国内广泛抗议，泰外相被迫辞职。随后，泰柬两军在神庙发生边界冲突，双方互有伤亡。 
柬埔寨自神庙申遗成功后，开始向争议地带派驻国民，并且在中国大陸的援助下，修建了一条连通神庙和吴哥窟古迹的公路，大力发展旅游经济。柬方逐渐将遗址周围的边界线向泰方推延，柏威夏寺争议地区实际被柬埔寨控制。
在2010年的世界遗产大会上，柬埔寨提出了要求单方面管理包括神庙在内的有领土争议区域的计划，遭到了泰国方面的强烈反对。最终这计划被搁置，留待2011年世遗会议再讨论。

## 周边土地主权
2013年11月11日，聯合國國際法院就1962年的裁决做出厘清，宣判柏威夏寺周围土地的主权归属柬埔寨。

## 登录基准
该世界遗产被认为满足世界遺產登錄基準中的以下基準而予以登錄：
- （i）表现人类创造力的经典之作。